# クレアチニナーゼ
クレアチニナーゼ(Creatininase、EC 3.5.2.10)は、クレアチニンを加水分解してクレアチンを形成する化学反応を触媒する酵素である。クレアチンはその後、クレアチナーゼによって尿素やサルコシンに代謝される。
クレアチニン + 水{\displaystyle \rightleftharpoons }クレアチン
従って、この酵素の2つの基質はクレアチニンと水、1つの生成物はクレアチンである。
クレアチニナーゼは、加水分解酵素のファミリーの1つで、ペプチド結合以外のC-O結合、中でも環状アミドに作用するウレアーゼ関連アミドヒドロラーゼの1つである。系統名は、クレアチニン アミドヒドロラーゼである。
この酵素は、アルギニン及びプロリンの代謝に関与している。

## 構造
Pseudomonas putida由来のクレアチニナーゼは、α/β/αの3層からなる核構造を持つ。
2007年末時点で、この酵素の4つの構造が解明されている。蛋白質構造データバンクのコードは、1J2T、1J2U、1Q3K及び1V7Zである。